# Zygomycotina
Alla sottodivisione Zygomycotina appartengono funghi con micelio prevalentemente non settato, con riproduzione asessuata e sessuata, provvisti di spore non mobili.

## Sistematica
La sottodivisione Zygomycotina, in un orientamento sistematico più moderno, viene elevata al rango di divisione (Zygomycota).